# Benzylidèneacétone
La benzylidèneacétone est un composé organique de formule chimique C6H5CH=CHC(O)CH3. Bien que les isomères cis et trans soient tous les deux possibles, seul l'isomère trans est observé. Il s'agit d'un solide cristallisé incolore tirant sur le jaune ou le vert, à l'odeur caractéristique, combustible mais difficilement inflammable, légèrement soluble dans l'eau. 
C'est un substrat des glutathion S-transférases. Le motif énone la rend utilisable comme réactif de condensation, de cycloaddition, d'addition de Michael ou de réaction de Grignard. Avec le nonacarbonyle de difer Fe2(CO)9, elle donne le (benzylidèneacétone)fer tricarbonyle (η4-C6H5CH=CHC(O)CH3)Fe(CO)3, lui-même susceptible de transférer son groupe Fe(CO)3 à d'autres molécules. La benzylidèneacétone est utilisée comme précurseur du coumaphène (warfarine).
La benzylidèneacétone a été initialement synthétisée à l'aide de réactions de condensation qui ouvrirent la voie à de nouveaux composés organiques complexes. Elle peut être obtenue en faisant réagir de l'acétone (CH3)2CO avec du benzaldéhyde C6H5CHO en présence d'hydroxyde de sodium NaOH (condensation de Claisen-Schmidt) :
Cependant, la benzylidèneacétone formée par cette réaction est susceptible de subir une seconde condensation de Claisen-Schmidt avec une autre molécule de benzaldéhyde pour donner la dibenzylidèneacétone C6H5CH=CHC(O)CH=CHC6H5 :
Le diisopropylamidure de lithium LiN(CH(CH3)2)2 permet en revanche de déprotoner toute l'acétone afin de former quantitativement de l'ion énolate et limiter la seconde condensation, de sorte qu'une voie plus efficace - mais plus chère - pour former la benzylidèneacétone consiste à utiliser un mélange équimolaire de benzaldéhyde, d'acétone et de diisopropylamidure de lithium dans le tétrahydrofurane.
La benzylidèneacétone est faiblement acide sur le carbone α et peut facilement être déprotonée pour donner l'énolate correspondant, par exemple avec le n-butyllithium LiCH2CH2CH2CH3 et la bis(triméthylsilyl)amine HN(Si(CH3)3)2 via le bis(triméthylsilyl)amidure de lithium LiN(Si(CH3)3)2 :